# Кіт і миша (гра)
Кіт і миша – гра в спортзалі або на дитячому майданчику. Діти утворюють коло руками, і обирають двох гравців на роль Кота та Миші. Кіт намагається зловити Мишу, а Миша намагається не бути спійманою. Існує багато інших варіацій.

## Правила
У грі один гравець виконує роль Кота, інший — Миші, а решта утворюють коло - «хату», що захищає Мишу від Кота. Ця рухлива забава стимулює спритність, пильність та швидкість мислення. Вона також допомагає дітям навчитися взаємодіяти в колективі, поважати правила та дотримуватися традицій. Гра "Кіт і миша" прищеплює любов до активного проведення часу, живого спілкування та української культури.

## Варіації
- Миша стоїть у колі. Кіт знаходиться поза колом і має потрапити всередину.
- Миша починає всередині Кола, а Кіт починає зовні. Миша повинна рухатися безперервно, перебуваючи в колі, і залишатися там не довше 10 секунд. Кіт може не заходити в коло, але може простягнути руки. Гравці по колу намагаються перешкодити Коту зловити Мишу, впускаючи Мишу всередину та назад, піднімаючи та опускаючи руки. Миша стає наступним Котом, якщо її спіймають, при цьому Кіт приєднується до кола, і обирається нова Миша.[2]
- Гравці утворюють якомога ширше коло, повністю витягнувши руки. Кіт і Миша починають гру з протилежних боків кола. Якщо Кіт або Миша проходять крізь простір, утворений руками гравців, гравці закривають цей простір. Гра триває, поки всі проміжки не будуть закриті. Якщо один гравець опинився в пастці в колі, інший гравець виграє. Якщо обидва гравці не можуть пройти (знаходячись разом всередині або зовні), гравці кола рахують до десяти. Якщо Кіт зловить Мишу за цей час, то Кіт виграє, а якщо ні, то виграє Миша.[3]
- Британська асоціація скаутів посилається на варіант гри, в яку грають з використанням парашута.

## Зовнішні посилання
- Відео на YouTube, на якому видно болгарських дітей, які грають у кішки-мишки